# 空气隔绝技术
空气隔绝技术（Air-free techniques）指的是在化学实验室中操作使用空气敏感化合物时所使用的一系列技术手段。目的是为了防止相关化合物和空气组分接触，通常是水和氧气，亦可以是二氧化碳和氮气，从而发生反应而变质。常用手段为营造真空环境，并使用惰性气体进行保护，例如氩气或氮气。
最常用的两种空气隔绝装置为手套箱和舒伦克线，两种装置都可以用于干燥除空气。在两种方法中，玻璃仪器（一般为舒伦克瓶）使用前都要预先在烘箱中干燥。也可以使用火焰干燥技术来除去容器内壁吸附的水。最后采用抽真空－充保护气的方法来达到惰性气体环境——首先通过真空泵抽走容器内的气体和水，然后通入保护气体，一般重复三次，或者可以选择延长抽真空的时间。手套箱和舒伦克线操作在抽真空－充保护气的步骤有所不同：手套箱中的除气操作是在附着于手套箱的“风闸”（Airlock）内进行，而舒伦克线的除气操作即是把反应器皿直接接上真空泵管路进行抽真空－充保护气操作。。

## 手套箱的操作

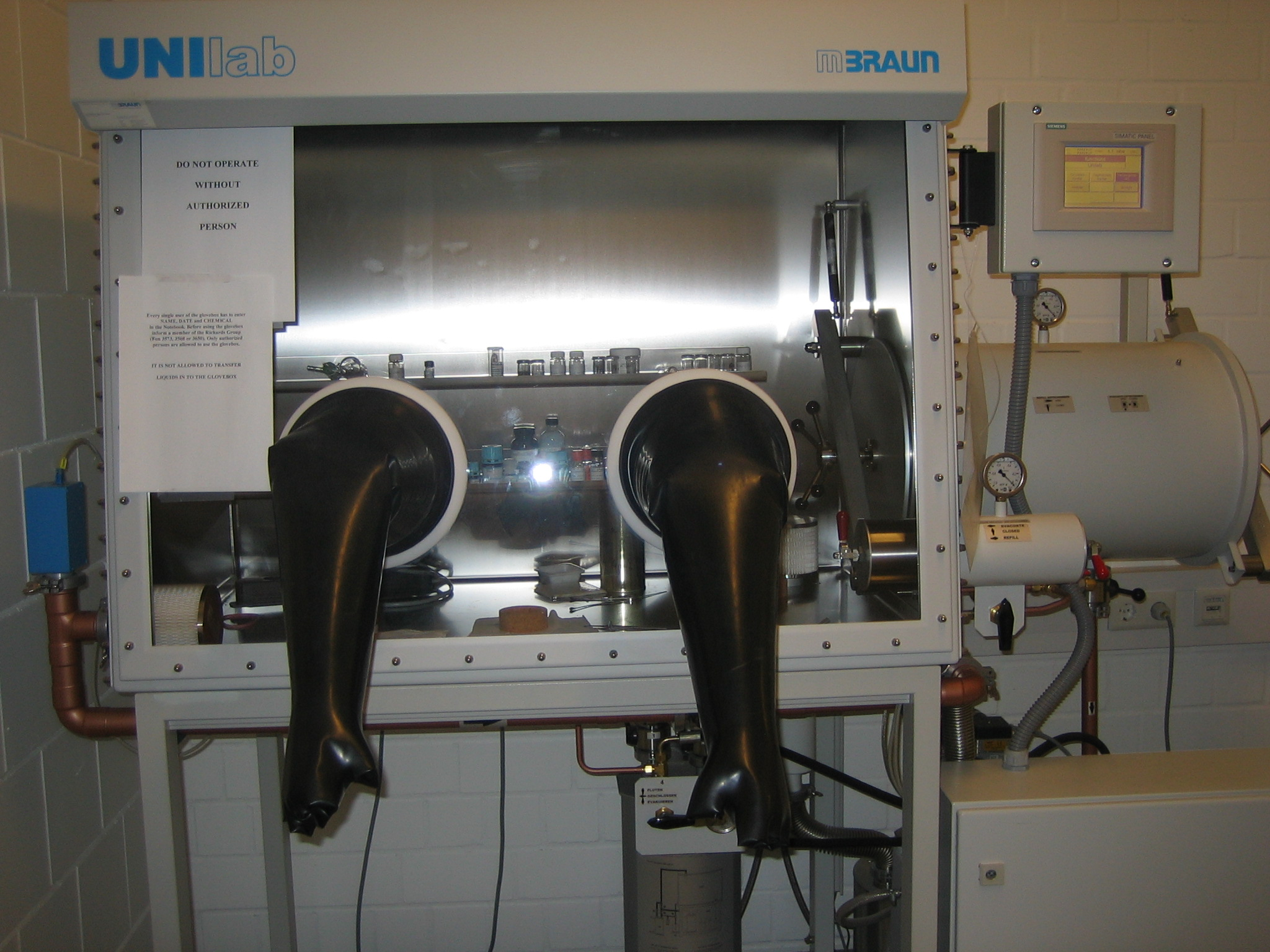
一个手套箱

手套箱是实验室的一种完全封闭隔绝空气设备，内部有保护气，箱体前方有两个带臂的长手套，供使用者把手伸入其中，隔着手套进行各种实验操作。主要用于强烈毒性和放射性的实验，但操作起来由于手套的阻隔多有不便，并且加装设备也要耗费一定成本。另外，操作不当将会导致交叉污染问题，特别是在使用不同试剂的操作员共用手套箱的情况下，而使用挥发性试剂则会使该问题更加突出。
手套箱在化学合成中有两种用途：比较保守的用途是仅仅用来存放、称量和转移空气敏感试剂，涉及的反应在真空泵的协助下完成；不过亦有人将合成反应完全置于手套箱中完成，包括反应过程，提纯以及光谱表征的样品制备。
不过，并非所有的试剂和溶剂都可以在手套箱中使用，尽管各个实验室的要求可能不同。因为箱内的保护气氛常常需要铜催化剂持续不断地进行除氧，而一些挥发性的试剂，比如含卤素化合物，以及具有强配位能力的化合物，比如膦和硫醇将不可逆的使铜催化剂发生催化剂中毒，这就使得涉及这一类物质的反应需在真空泵的协助下完成。然而，对于一些随意性较强的手套箱而言，人们可以更频繁的更换铜催化剂，而这也不会显著地提升维护成本。

## 真空泵的操作

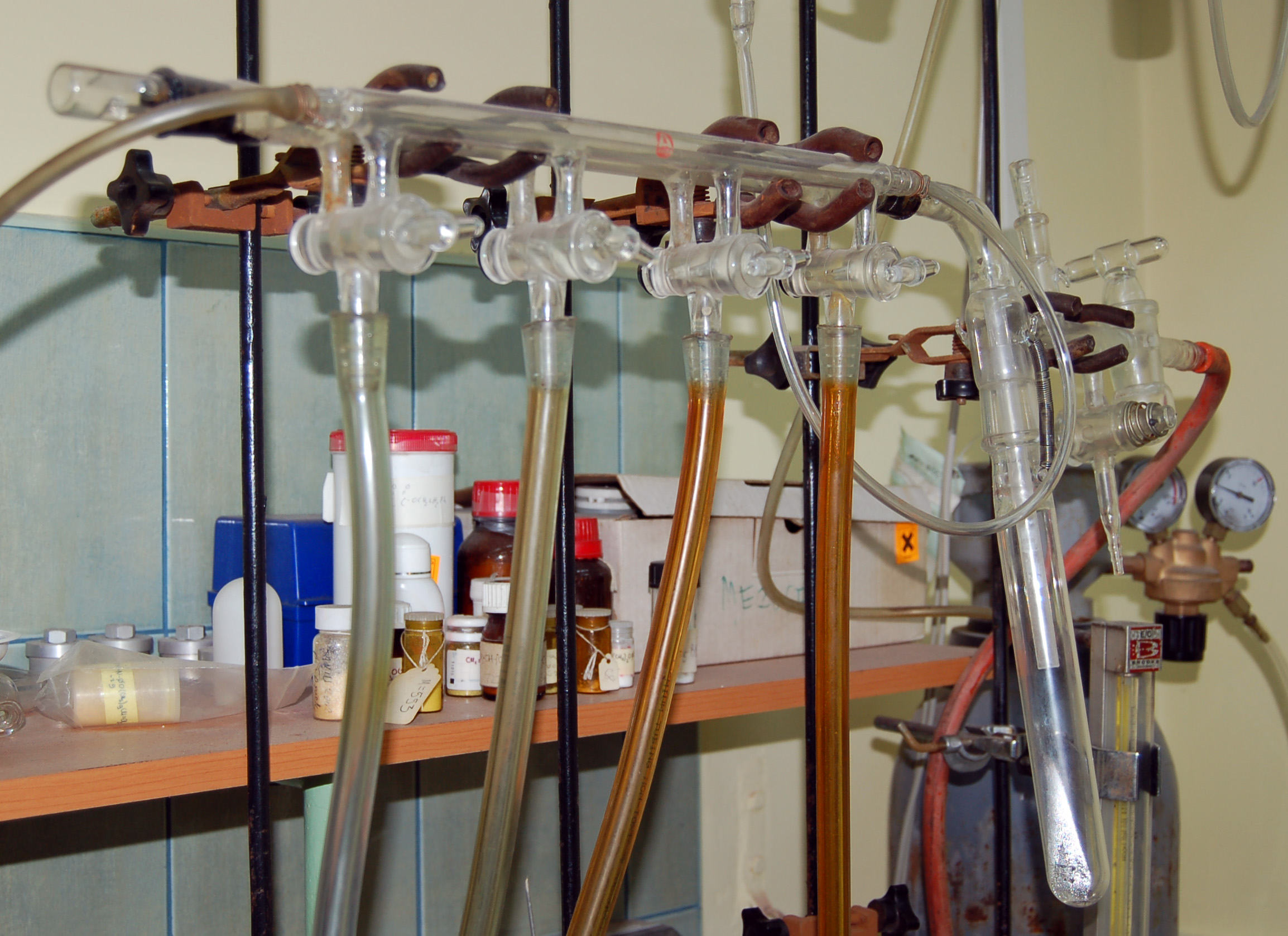
真空泵管路抽真空后，另一条管路充入保护气

使用真空泵将空气敏感试剂进行抽真空，之后用保护气保护是另一种常见的空气隔绝技术。该技术包含以下内容：
- 逆流加料。反应容器充满了保护气，再加入非空气敏感的试剂须克服保护气压力注入反应容器内。
- 使用橡胶塞密封反应容器，使用注射器来转移溶剂或溶液。
- 使用空心金属丝将对空气敏感的反应溶液从一个容器转移到另一个容器，通常借助保护气或真空压力差进行推动[2]。

## 相关准备工作
纯化的惰性保护气可以通过购买获得，并且可适用于大多数空气隔绝反应。然而，对于特定的反应，则需要做更进一步的除水除氧操作，比如将保护气通过灼热的铜催化剂去除氧气，通过装有五氧化二磷或分子筛的干燥管除水。
另外，使用无水溶剂也是必不可少的，如果有现成的，放置于氮气保护瓶内的溶剂，则可直接用作反应溶剂，否则还需要在反应容器中，保护气保护下，用分子筛除水。

### 除气
有两种更进一步的除气方法：第一种是将反应容器用液氮冷却，待内部凝固后抽真空，然后缓慢恢复至常温，用以去除内部所有气体；第二种是直接将反应系统置于真空之下，但同时使用超声除气。

### 干燥
无水溶剂的获得通常是将溶剂和干燥剂一起置于惰性气氛下蒸馏。尽管使用金属钠作为干燥剂常被认为会有缓慢反应发生，但干燥速度更快，足以掩蔽潜在的缓慢反应。另外，二苯甲酮也被经常用于其中，其生成的烯醇负离子自由基呈蓝色，可为此干燥技术起指示作用。
不过，这种干燥蒸馏具有可燃的危险性，正在越来越多的被另一种干燥手段所取代，即脱氧溶剂在已激活的氧化铝填充柱上过滤。
固体的干燥可以将试剂与干燥剂一起存放于烘炉或真空干燥炉中，使用时用加热枪在真空下加热。

## 替代品
上述的空气隔绝技术需要相当昂贵的设备，并且需要消耗很多时间，不过也有替代方案，比如加入过量的反应试剂，其中一部分参与主反应，另一部分与水或氧气生成副产物。不过这种替代方案仅在副产物易于纯化移除和不影响主反应的前提下才可采用。通常在大剂量反应时，这些副反应可忽略不计，这时可以考虑采用过量试剂而不进行相关的除空气操作。